# ميسينيس (كيبك)
ميسينيس (بالإنجليزية: Messines, Quebec)‏ هي بلدية محلية في كيبيك تقع في كندا في La Vallée-de-la-Gatineau Regional County Municipality. يقدر عدد سكانها بـ 1,608 نسمة ومساحتها 130.70 كم2 .

## أعلام
- ميشيل نويل